# Зыбь (малый ракетный корабль)
«Зыбь» — малый ракетный корабль проекта 1234.1, входит в состав Балтийского флота России.

## История строительства
Малый ракетный корабль «Зыбь» был заложен 26 августа 1986 года на стапеле Ленинградского Приморского ССЗ (заводской № С-80), 11 августа следующего года зачислен в списки ВМФ. Спущен на воду 28 февраля 1989 года, 26 сентября принят флотом.

## История службы
31 октября 1989 года МРК «Зыбь» был включён в состав Балтийского флота ВМФ СССР. 26 июля 1992 года на корабле подняли Андреевский флаг.
Первоначально был укомплектован личным составом 55 бригады Краснознамённого Северного Флота (пос. Гранитный, Мурманская область — ныне расформирован).
Заложенные боевые традиции первым экипажем МРК «Зыбь» были продолжены уже в составе ДКБФ, в состав которого корабль был передан в 1989 году Директивой Главкома ВМФ СССР. Первое место базирования на Балтике — город Лиепая, Латвийская ССР.
На 2016 год — входит в состав 106-го дивизиона МРК 36-й бригады ракетных катеров.

## Известные командиры
- 1997 — 2000 — капитан 3-го ранга Рогов О. А.[1]
- 2001 -- 2004 -- капитан 3-го ранга Носик П.Е.
- 2008 — 2013 — капитан 3-го ранга Тихов А. Ф.
- 2013 — 2015  — капитан-лейтенант Татарко А. А.
- 2015 - по н.в — капитан 2-го ранга Белоярцев А. В.

## Известные бортовые номера
- 457[1]
- 560

## Фотографии

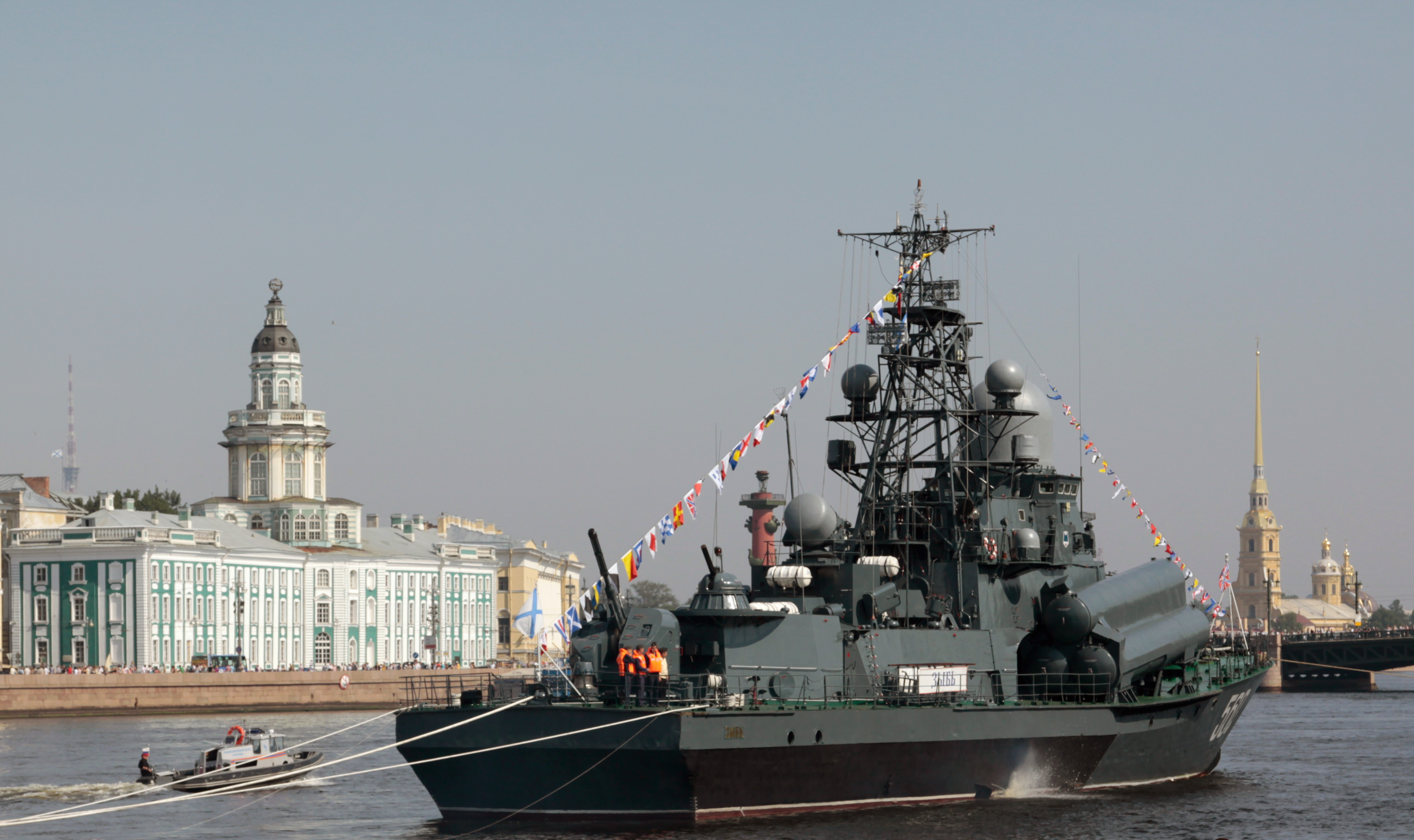
Вид с кормы на параде ВМФ в Санкт-Петербурге